# Moralpanik

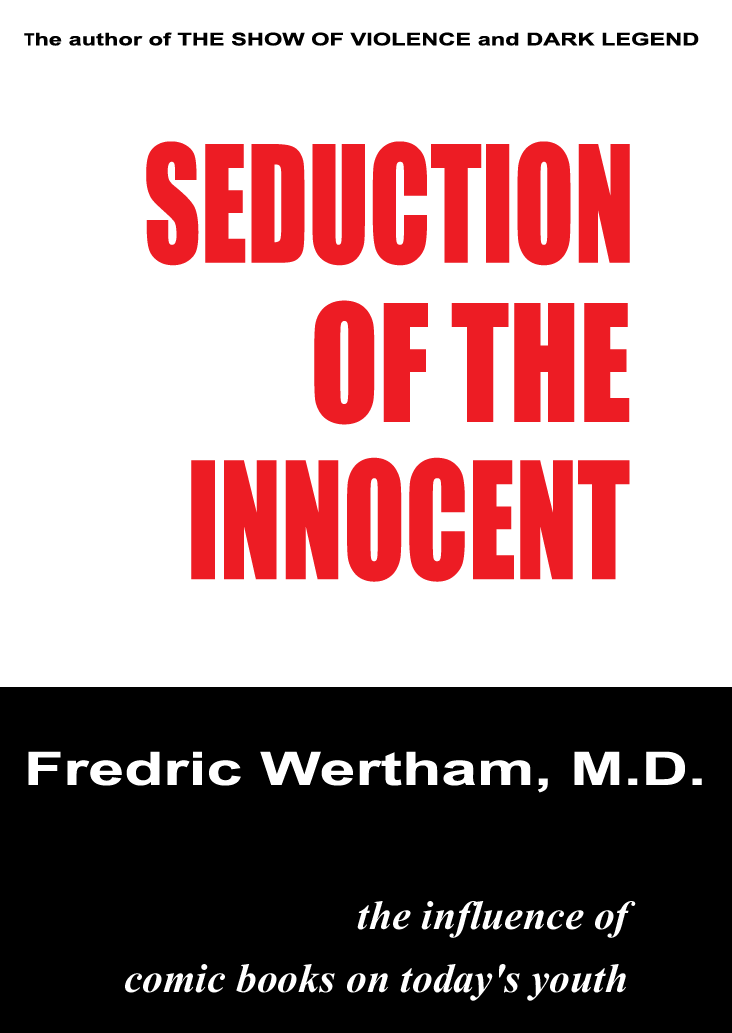
Fredric Werthams bok Seduction of the Innocent varnade för risker med tecknade serier.

Moralpanik är en beteckning för när många människor samtidigt har kraftiga och fördömande reaktioner på vissa (ofta nya) kulturfenomen, verkliga eller påstådda, som uppfattas som skadliga för individen eller samhället.
Moralpanik är besläktat med masshysteri, men skiljer sig från masshysterin genom att betona moralisk indignation snarare än rädsla.

## Historik

### Ursprung
Benämningen myntades av sociologen och kriminologen Stanley Cohen år 1972 för att beskriva reaktionerna i Storbritannien under 1960-talet på ungdomsfenomenen mods och rockers. Fenomenet i sig är däremot betydligt äldre. Det är omstritt om moralpanik är en relevant beteckning eftersom ordet panik antyder att det handlar om ett handlade i hastigt mod utan noggranna överväganden. Ordet moralpanik används ibland även som en synonym till ordet överreaktion i samband med kulturella fenomen.

### Exempel
I några perioder under historien har nya kulturfenomen som engagerat ungdomar förknippats med negativa reaktioner (med mer eller mindre moralpanik). Detta inkluderar:
- Jazz (mellankrigstiden[3])
- Biografer (Sverige, 1940-talet[4])
- Dansbanor (Sverige, 1940-talet) – se Dansbaneeländet
- Serietidningar (bland annat USA och Sverige, 1950-talet[5]) – se Fredric Wertham
- Motorkultur (Sverige, 1950- och 60-talet) - se raggare
- Videofilm (1980-talet)[6]
- Hårdrock (1980-talet)[7]
- Rollspel (1990-talet)[8]
- Datorspel (2000-talet)[9]
- Sociala medier (2010-talet)
- Gangsterrap (2020-talet)[10][11][12]
- Pornografi (Genom samtliga perioder)[13]

### Användning
Termen ”moralpanik” används ibland i situationer då någon grupp förespråkar att det är nödvändigt att skydda barn och ungdomar från demoraliserande påverkan från populärkultur eller nya medier. Ett exempel var då videobandspelaren introducerades på den svenska marknaden runt år 1980. Debatten präglades av oro för att ungdomar skulle bli våldsbenägna genom att se på våldsamma filmer, en debatt som åter blossat upp under 2000-talet då datortekniken och datorspelsproduktionen gjort stora framsteg och lanserat många till synes realistiska våldsamma spel. I Sverige användes dock begreppet moralpanik sällan i den offentliga debatten under 1980-talet.
Den dåtida debatten om underhållningsvåld fördes inte i de former och det tonläge som karaktäriserar en panikartad reaktion. Frågan behandlades i Sveriges riksdag på samma sätt som det på den tiden var brukligt att hantera alla andra ärenden. De delar av lagförslaget som berörde vuxna blev enligt grundlagen gällande först efter att lagförslaget varit vilande i mer än ett år och godkänts även i en andra omröstning med rösterna 299 mot 1.

## Orsaker
Moralpanik kan uppstå genom att enstaka olagliga eller extrema händelser uppmärksammas av media, något som ger intryck av att företeelsen är grövre eller mer utbredd än vad som är fallet. Individer som driver på moralpanik benämns i den engelska litteraturen "moral entrepreneurs" - moralentreprenörer. En direkt översättning från amerikanska förhållanden till svenska är dock vansklig eftersom det i Sverige sedan flera årtionden inte finns något stort parti, någon stor grupp politiker eller annan stor grupp av opinionsbildare som, på det sätt som sker i USA, tydligt profilerar sig genom att i den offentliga debatten tala mycket om att de försvarar höga moraliska värden, den allmänna moralen, god moral eller nåt liknande.

### Media och brott
I studiet av moralpaniker är media central. Forskningsfält som berör media och brott återfinns främst inom samhällsvetenskapliga och beteendevetenskapliga ämnen, främst kriminologi. Det som studeras är hur massmedia speglar brottslighetens och straffmätningens uttryck, koder, symboler och praktiker, samt hur detta återanvänds och sammanfogas i en ström av presentationer och simuleringar som producerar och reproducerar normer och föreställningar i ett samhälle. Mediernas betydelse som brottskonstruktörer och konstruktörer av sociala problem, samt det samspel som råder mellan medier och kriminalpolitiken, är ett fält som intresserar ett stort antal forskare, däribland Yvonne Jewkes, Chris Greer, Stanly Cohen, Ester Pollak, Richard V. Ericson, Patricia M. Baranek, Janet B. L. Chan, Felipe Estrada med flera.
Forskningen på detta området är ofta kritisk till medias tagna roll som pådrivande för en hårdare kriminalpolitik. I forskningen finns beskrivet hur mediernas tendens till sensationalism kring brott skapar och driver moralpaniker, och att detta används som ett sätt att kontrollera hur allmänheten agerar och skapa politiskt utrymme för en mer restriktiv kriminalpolitik. Högerrealister har inom kriminologin kopplingar till moralpaniken medan vänsterrealister fördömer användandet av moralpanik eftersom de anser att verktyget används för att ändra människors beteenden och uppfattningar.